# Mollagüllər
Mollagüllər è un comune dell'Azerbaigian situato nel distretto di Bərdə. Conta una popolazione di 1 252 abitanti.